# Nes (Akershus)
Gmina Nes (norw. Nes kommune) – norweska gmina leżąca w regionie Akershus. Jej siedzibą jest miasto Årnes.
Nes jest 177. norweską gminą pod względem powierzchni.

## Demografia
Według danych z roku 2005 gminę zamieszkuje 18 025 osób. Gęstość zaludnienia wynosi 28,23 os./km². Pod względem zaludnienia Nes zajmuje 54. miejscu wśród norweskich gmin.
| ludność stan na 1 stycznia 2005 |         |           |        |
|                                 | kobiety | mężczyźni | razem  |
| osób                            | 9083    | 8942      | 18 025 |
| %                               | 50,39%  | 49,61%    | 100%   |

| wykształcenie stan na 1 października 2004 |        |         |        |        |
|                                           | podst. | średnie | wyższe | niezn. |
| osób                                      | 3400   | 8414    | 1984   | 238    |
| %                                         | 24,22% | 59,95%  | 14,14% | 1,7%   |

## Edukacja
Według danych z 1 października 2004:
- liczba szkół podstawowych (norw. grunnskolar): 14
- liczba uczniów szkół podst.: 2645

## Władze gminy
Według danych na rok 2011 administratorem gminy (norw. rådmann) jest Johnny Pedersen, natomiast burmistrzem (norw. ordfører, d. borgermester) jest Oddmar Blekkerud.